# Jekaterina von Engelhardt

Jekaterina von Engelhardt

Jekaterina von Engelhardt, född 1761, död 1829, var en rysk adelsdam, hovdam till Katarina den stora, systerdotter och älskarinna till Potemkin. Mor till Catherine Bagration. Hon och hennes systrar beskrevs som det ryska hovets juveler, intog en informell ställning som hedersmedlemmar av kejsarhuset och kallades allmänt för "Nästan storfurstinnor".  
Hon var dotter till Wassily von Engelhardt och Marfa Yelena Potemkina och därmed systerdotter till Potemkin. År 1775, efter att deras morbror blivit favorit och älskare till Katarina den stora, blev hon och hennes fem systrar (samt deras enda bror) presenterade vid hovet. De var initialt obildade och okunniga, men lärde sig snart ett fint uppträdande och fick en favoriserad ställning vid hovet. Potemkin gav dem stora hemgifter och Katarina utnämnde dem till hovdamer. De hade sexuella förbindelser med Potemkin, vilket var väl känt och omtalades som en skandal under samtiden. Jekaterina blev hovdam år 1777, och en tid var Katarinas utomäktenskaplige son Bobrinskij förälskad i henne. År 1779 ska hon ha inlett en sexuell relation med Potemkin efter att dennes relation till hennes syster Aleksandra avslutats; relationen skulle fortsätta sporadiskt under resten av Potemkins liv. År 1780 tillbringade hon en tid på landet med sin syster Varvara, och det är möjligt att hon under denna tid nedkom med ett barn tillsammans med Potemkin. Jekaterina gifte sig 1781 med greve Paul Martynovich Skavronsky (död 1791). Efter att hennes make dog gifte hon 1798 om sig för kärlek med greve Giulio Litta. Hon beskrivs som snäll, passiv och indolent. 